# Birch Bay
Birch Bay az Amerikai Egyesült Államok északnyugati részén, Washington állam Whatcom megyéjében elhelyezkedő település.
Birch Bay önkormányzattal nem rendelkező, úgynevezett statisztikai település; a Népszámlálási Hivatal nyilvántartásában szerepel, de közigazgatási feladatait Whatcom megye látja el. A 2010. évi népszámlálási adatok alapján 8413 lakosa van.
A helységet 1792-ben nevezte el Archibald Menzies, a Vancouver-expedíció tagja a térség nyírfáiról.

## Népesség
A település népességének változása:
| Lakosok száma | 4961 | 8413 | 10 115 |
|               | 2000 | 2010 | 2020   |

## Fordítás
- Ez a szócikk részben vagy egészben  a   Birch Bay, Washington című angol Wikipédia-szócikk ezen változatának fordításán alapul.  Az eredeti cikk szerkesztőit annak laptörténete sorolja fel. Ez a jelzés csupán a megfogalmazás eredetét és a szerzői jogokat jelzi, nem szolgál a cikkben szereplő információk forrásmegjelöléseként.